# Aria di settembre
Aria di settembre è il secondo album del cantante italiano Pago, pubblicato nel 2009.

## Tracce
1. Ti ricordi – 3:23
2. Dentro i sogni – 4:00
3. Il sole è di tutti – 3:28
4. Piccoli pensieri – 3:20
5. Love My Love – 3:45
6. Aria di settembre – 3:20
7. La mia vita cambierà – 3:39
8. Non ti amo più – 3:24
9. Il viaggiatore – 3:33
10. Quello che non sai – 3:17
11. Un'estate fa – 2:59 – con Franco Califano

## Formazione
- Pago - voce, cori
- Flavio Ibba - tastiera, chitarra, basso
- Giuseppe Pini - chitarra
- Umberto Iervolino - tastiera
- Stefano Brandoni - chitarra
- Carlo Palmas - tastiera
- Giorgio Secco - chitarra
- Marco Forni - tastiera
- Stefano Brandoni - chitarra
- Emiliano Cecere - tastiera
- Fabio Castellini - chitarra
- Danilo Madonia - tastiera
- Paolo Polifrone - basso
- Alessandro Polifrone - batteria
- Claudio Beccaceci - chitarra
- Franco Penatti - batteria
- Stefano Bellissima - basso
- Graziano Ragni - batteria
- Cristian Sementina - chitarra
- Gaetano Puzzutiello - basso
- Daniele Moretto - tromba
- Daniele Comoglio - sax
- Barbara Sanna, Michele Rovelli, Beppe Dettori - cori